# Performance and Cocktails
Albums de Stereophonics
Word Gets Around
(1997) Just Enough Education to Perform
(2001)
Performance and Cocktails est le deuxième album de Stereophonics, sorti le 8 mars 1999.
Depuis le 18 octobre 2010, la version deluxe de l'album est parue, comprenant des pistes bonus (faces B et raretés)

## Liste des chansons
| No  | Titre                             | Durée |
| --- | --------------------------------- | ----- |
| 1.  | Roll Up And Shine                 | 3:58  |
| 2.  | The Bartender And The Thief       | 2:54  |
| 3.  | Hurry Up And Wait                 | 4:40  |
| 4.  | Pick A Part That's New            | 3:34  |
| 5.  | Just Looking                      | 4:13  |
| 6.  | Half The Lies You Tell Ain't True | 2:56  |
| 7.  | I Wouldn't Believe Your Radio     | 3:50  |
| 8.  | T-Shirt Sun Tan                   | 4:05  |
| 9.  | Is Yesterday, Tomorrow, Today?    | 4:02  |
| 10. | A Minute Longer                   | 3:46  |
| 11. | She Takes Her Clothes Off         | 3:56  |
| 12. | Plastic California                | 4:31  |
| 13. | I Stopped To Fill My Car Up       | 4:30  |